# گلن و راندا
گلن و راندا (انگلیسی: Glen and Randa) یک فیلم پسارستاخیزی با درجه ایکس به کارگردانی جیم مک‌براید محصول سال ۱۹۷۱ سینمای آمریکاست.